# Ahmed Yasser
Ahmed Yasser (àrab: أحمد ياسر)  (Doha, 17 de maig de 1994) és un futbolista qatarià.

## Selecció de Qatar
Va debutar amb la selecció de Qatar el 2013. Va disputar 29 partits amb la selecció de Qatar.

## Estadístiques
| Selecció de Qatar | Selecció de Qatar | Selecció de Qatar |
| Anys              | Partits           | Gols              |
| ----------------- | ----------------- | ----------------- |
| 2013              | 2                 | 0                 |
| 2014              | 1                 | 0                 |
| 2015              | 8                 | 0                 |
| 2016              | 10                | 0                 |
| 2017              | 8                 | 0                 |
| Total             | 29                | 0                 |